# Luben Gocew
Luben Stoiłow Gocew, bułg. Любен Гоцев (ur. 3 marca 1930 w Sofii, zm. 8 października 2020 tamże) – bułgarski wojskowy, dyplomata i polityk, generał, aktywny członek Bułgarskiej Partii Komunistycznej, a następnie Bułgarskiej Partii Socjalistycznej, pierwszy minister spraw zagranicznych Bułgarii (1990) po Okrągłym Stole.

## Życiorys
Po ukończeniu w 1960 roku studiów w Moskiewskim Państwowym Instytucie Stosunków Międzynarodowych rozpoczął pracę w bułgarskim Ministerstwie Spraw Zagranicznych. Był przedstawicielem Bułgarii na placówkach m.in. w Kanadzie i Organizacji Narodów Zjednoczonych. Od 1982 roku pracował w ścisłym kierownictwie resortu. Jesienią 1990 objął stanowisko szefa dyplomacji w pierwszym powstałym po Okrągłym Stole rządzie kierowanym przez liberalnego komunistę Andreja Łukanowa. Jednakże gabinet upadł już po trzech miesiącach. Łukanowa zastąpił Dimityr Popow, pierwszy niekomunistyczny premier w powojennej historii Bułgarii, a Gocew musiał ustąpić miejsca demokracie Wiktorowi Wyłkowowi. Od lutego do grudnia 1991 roku był ambasadorem Bułgarii w Holandii.
Postać Gocewa pojawia się w ostatniej książce Georgi Stojewa, nazywanego „kronikarzem mafii” byłego kryminalisty, który doświadczenia z czasów działalności w świecie przestępczym opisał w wielu powieściach, a następnie w kwietniu 2008 został zamordowany. Gocew miał być „głównym architektem zorganizowanej przestępczości w Bułgarii, osobą, która w latach 90. wykorzystała rozległe polityczne i handlowe koneksje starej partii komunistycznej”. Ponadto Stojew sugerował, że Gocew zaangażował się w związek homoseksualny z mafijnym bossem Mładenem Michalewem. Chociaż generał groził pozwem, nigdy nie oddał sprawy do sądu.